# Galería Thaddaeus Ropac

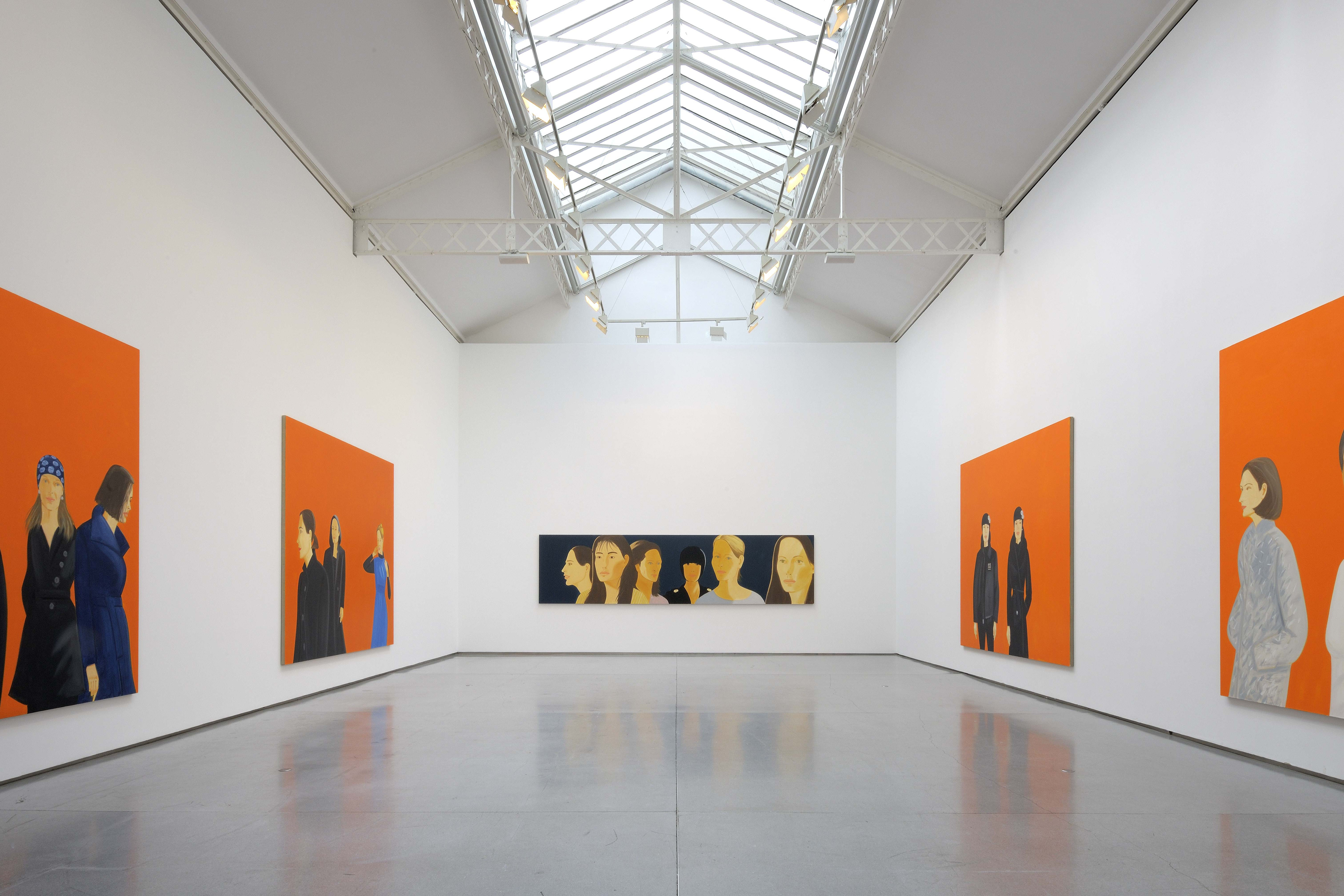
Galería Thaddaeus Ropac en París Pantin

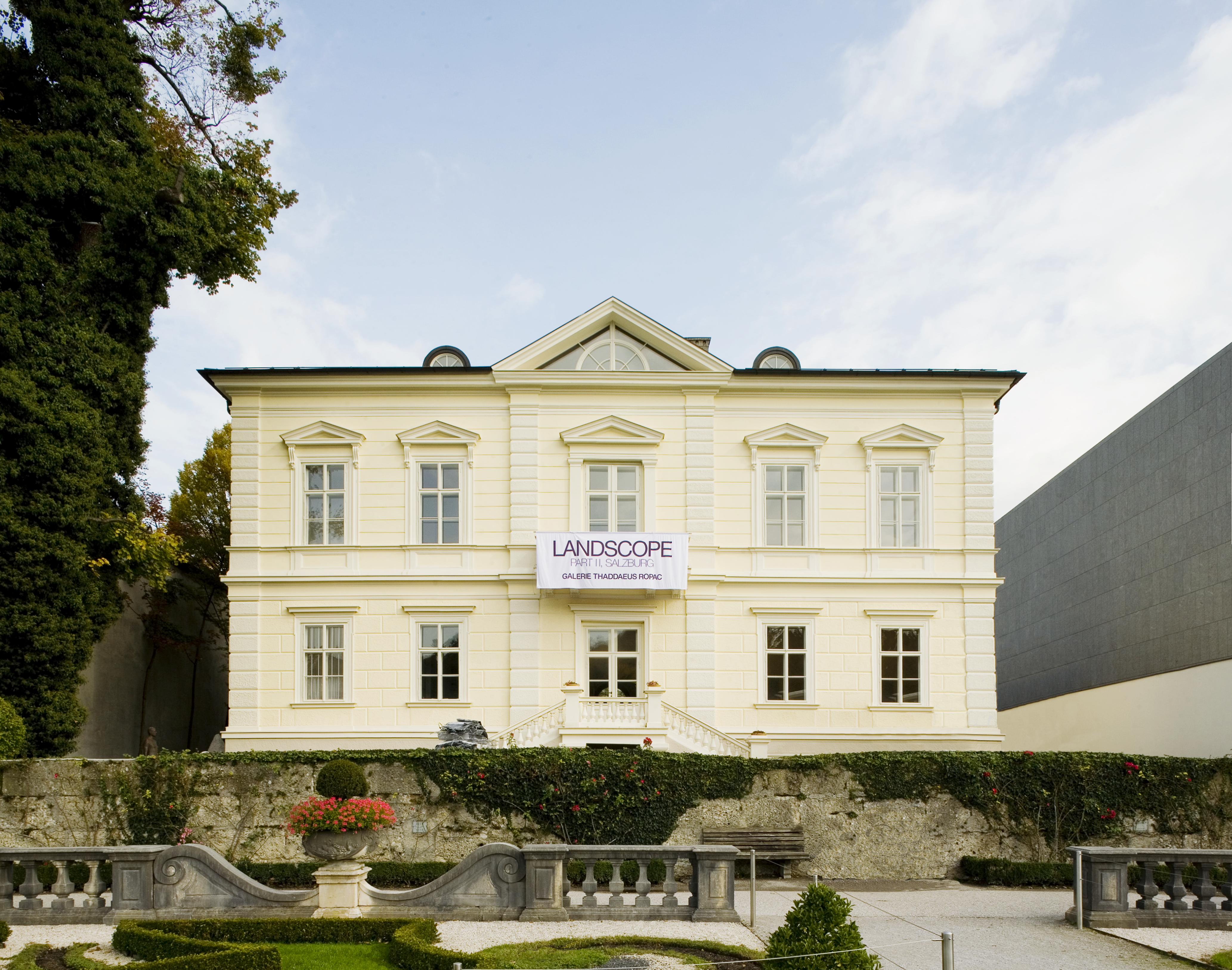
Galería Thaddaeus Ropac en Salzburgo

La Galería Thaddaeus Ropac es una galería de arte austriaca fundada en Lienz en 1981 por el galerista Thaddaeus Ropac. Especializada en arte contemporáneo internacional, ha abierto sedes en otras capitales europeas y asiáticas como París Marais, París Pantin, Salzburgo, Londres o Seúl.

## Historia

### Lienz y Salzburgo
La " Galerie Thaddäus J. Ropač/ Edition Rotha " fue fundada en Lienz, Austria, en 1981. Abrió una segunda galería en Salzburgo en 1983, primero ubicada en Kaigasse 40 y luego se mudó a Villa Kast en 1989. En marzo de 2010, la galería inauguró su " Salzburg Halle ", un espacio de exhibición adicional dentro de un edificio industrial cerca del centro de la ciudad de Salzburgo.

### París
En 1990, Thaddaeus Ropac abrió su espacio principal en París en el barrio de Marais. Una segunda sede, en el barrio de Pantin, abrió en octubre de 2012.

### Londres
Thaddaeus Ropac abrió una sucursal de la galería en Ely House, en Mayfair, Londres, en la primavera de 2017.

### Seúl
A mediados de 2021, Thaddaeus Ropac anunció planes para abrir un nuevo espacio en el distrito Hannam-dong de Seúl .

## Obra y exposiciones
Desde 2005, en colaboración con la Fundación Robert Mapplethorpe, Ropac pidió a Hedi Slimane, Robert Wilson, Sofia Coppola e Isabelle Huppert que actuaran como curadores invitados y seleccionaran una serie de imágenes de la fundación para varias exposiciones en galerías.
En octubre de 2022 presentó en París la exposición 'Grisailles', del pintor español Miquel Barceló.

### Selección de artistas actuales de la galería
| - Cory Arcangel - Jules de Balincourt - Georg Baselitz - Lee Bul (desde 2007) - Tony Cragg - Richard Deacon - Valie Export (desde 2017) - Sylvie Fleury - Gilbert & George | - Adrian Ghenie (desde 2015) - Antony Gormley - Alex Katz - Anselm Kiefer - Imi Knoebel - Wolfgang Laib - Jonathan Lasker - Jason Martin - Jonathan Meese | - Ron Mueck (desde 2020) - Jack Pierson - Arnulf Rainer - Tom Sachs - David Salle - Banks Violette - Lawrence Weiner - Erwin Wurm |

Además de los artistas vivos anteriores, Thaddaeus Ropac también maneja los patrimonios de los siguientes:
- Joseph Beuys (desde 2018)[10]
- Rosemarie Castoro (desde 2019)[11]
- Donald Judd (desde 2018)[12]
- Robert Mapplethorpe
- Robert Rauschenberg (desde 2015)
- James Rosenquist (desde 2017)
- Sturtevant
- Andy Warhol